# Nephrops
Nephrops is een geslacht van kreeftachtigen uit de klasse van de Malacostraca (hogere kreeftachtigen).

## Soort
- Nephrops norvegicus (Linnaeus, 1758)